# Vsetín
Vsetín (în germană Weißkirchen sau Mährisch Weißkirchen) este un oraș din Regiunea Zlin din Cehia. Are aproximativ 28.500 de locuitori și se află pe râul Vsetínská Bečva .
Zona din jurul Vsetínului, numită Vsetínsko, se întinde la poalele dealurilor Vsetín, Hostýn și Vizovice în jurul râului Bečva . Această zonă prezintă resturile de case din lemn și monumente de cultură de o importanță deosebită, în special în Vsetín.
Cultura populară a fost păstrată de câțiva ani de cântece și dansuri vlahice . Inițial, un mic oraș, Vsetín a devenit un important centru al vieții industriale, economice, culturale și sportive din ultimul secol.

## Orașe înfrățite–orașe gemene
Este înfrățit cu:

Freital
Velletri
Mödling
Bytom
Stará Ľubovňa  